# Convento de São Bernardino (Câmara de Lobos)

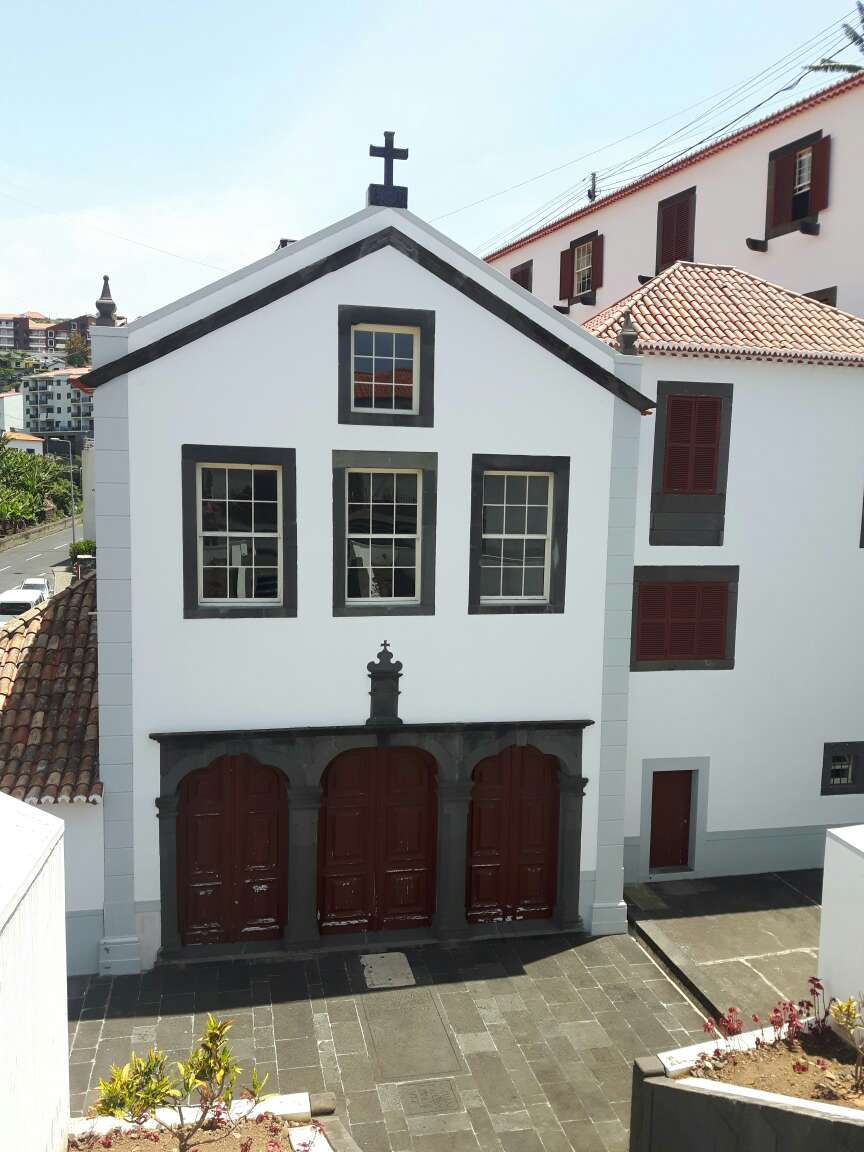
Kirche des Klosters mit Nebengebäuden

Der Convento de São Bernardino de Sena, kurz Convento de São Bernardino (deutsch Kloster von São Bernardino de Sena) ist eine Kirche und ein Kloster des Franziskanerordens, wurde 1459 gegründet und befindet sich in der Gemeinde Câmara de Lobos der autonomen Region Madeira, Portugal. Es wurde nach dem Heiligen Bernhardin von Siena benannt. Seit 1996 steht das Ensemble unter Denkmalschutz Stufe VL – Valor Local. Der Konvent ist heute auch Sitz als Pfarrbezirkskirche Santa Cecília.
Das Kloster war ursprünglich ein Oratorium mit nur drei Mönchen: Bruder Gil de Carvalho, João Afonso und Martinho Afonso. Mit der Zunahme der Zahl der Mönche wurde beschlossen, ein Kloster auf einem gespendeten Grundstück zu errichten. Das Kloster wurde 1459 gegründet. Aufgrund seiner Nähe zu einem Fluss war das ursprüngliche Holzgebäude durch eine Flut verwüstet. Der sich anschließende Wiederaufbau führte zu Verbesserungen der baulichen Gegebenheiten und der Organisation des Klosters. Das Kloster war das erste außerhalb von Funchal gegründete Franziskanerkloster.